# Noora (Tartu)
Pour les articles homonymes, voir Noora.
Noora est un bâtiment du quartier Maarjamõisa à Tartu en Estonie.

## Présentation
Noora est le nouveau bâtiment principal des Archives nationales d’Estonie (et) situé dans le quartier Maarjamõisa à l'adresse Nooruse tänav 3.
Le nom "Noora" vient de l'adresse du bâtiment (Nooruse tänav) et de l'abréviation des Archives nationales (en finnois : Rahvusarhiiv) (RA)). 
L'ancien bâtiment principal des Archives nationales était situé à Tartu à l'adresse Juhan Liivi tänav 4.
La conception du bâtiment a commencé à la fin de 2010 et sa construction a commencé en décembre 2014. 
La première pierre a été posée le 15 avril 2015 et la cérémonie d'inauguration du bâtiment a eu lieu le 16 juillet 2015. 
La construction du bâtiment s'est achevée au printemps 2016 et il a ouvert ses portes aux visiteurs le 1er février 2017,.
Le bâtiment compte 6 étages, sa superficie totale est de 10 708 m2 et sa capacité est de 50 000 m3.
La zone de stockage des archives à une superficie de 5 800 m2 et 26 salles de stockage peuvent contenir environ 43 000 mètres d'étagères de disques.
Les architectes du bâtiment sont Sander Aas et Illimar Truverk, le projet a été réalisé grâce à la coopération de trois cabinets d'architectes (Arhitektid OÜ, Arhitek11 OÜ et Vaikla Stuudio OÜ). 
Les travaux de construction ont été commandés par Riigi Kinnisvara AS et le bâtiment a été construit par YIT Ehitus.